# Bandiera di Ar Horqin
La bandiera di Ar Horqin (阿鲁科尔沁旗S, Ālǔ Kē'ěrqìn QíP) è una bandiera della Cina, appartenente alla regione autonoma della Mongolia Interna e amministrata dalla prefettura di Chifeng.